# Dekanat mozyrski miejski
Dekanat mozyrski miejski – jeden z siedmiu dekanatów wchodzących w skład eparchii turowskiej i mozyrskiej Egzarchatu Białoruskiego Patriarchatu Moskiewskiego.

## Parafie w dekanacie
- Parafia św. Jerzego Zwycięzcy w Mozyrzu
  - Cerkiew św. Jerzego Zwycięzcy w Mozyrzu
- Parafia św. Michała Archanioła w Mozyrzu
  - Sobór św. Michała Archanioła w Mozyrzu
- Parafia św. Mikołaja Cudotwórcy w Mozyrzu
  - Cerkiew św. Mikołaja Cudotwórcy w Mozyrzu
- Parafia św. Sergiusza z Radoneża w Mozyrzu
  - Cerkiew św. Sergiusza z Radoneża w Mozyrzu
- Parafia Świętych Męczennic Wiary, Nadziei i Miłości i ich matki Zofii w Mozyrzu
  - Cerkiew Świętych Męczennic Wiary, Nadziei i Miłości i ich matki Zofii w Mozyrzu
- Parafia Wprowadzenia Najświętszej Maryi Panny do Świątyni w Mozyrzu
  - Cerkiew Wprowadzenia Najświętszej Maryi Panny do Świątyni w Mozyrzu
- Parafia Ikony Matki Bożej „Wstawienniczka Za Grzesznych” w Mozyrzu
  - Cerkiew Ikony Matki Bożej „Wstawienniczka Za Grzesznych” w Mozyrzu
- Parafia Ikony Matki Bożej „Wszystkich Strapionych Radość” w Mozyrzu
  - Cerkiew Ikony Matki Bożej „Wszystkich Strapionych Radość” w Mozyrzu